# Rhipsalis micrantha
Rhipsalis micrantha ist eine Pflanzenart in der Gattung Rhipsalis aus der Familie der Kakteengewächse (Cactaceae). Das Artepitheton micranthus leitet sich von den griechischen Worten mikros für ‚klein‘ sowie anthos für ‚Blüte‘ ab.

## Beschreibung
Rhipsalis micrantha wächst epiphytisch mit kräftigen, hängenden und nie wirtelig verzweigenden Trieben. Die leicht unterschiedlich gestalteten, gelblich grünen Triebe sind flach oder dreikantig. Ältere Triebe sind auch vier- bis sechsrippig. Die Triebe weisen Durchmesser von 1,2 Zentimeter oder mehr auf. Die Ränder sind etwas rundlich gekerbt. Die Areolen sind mit ein bis vier Borsten besetzt.
Die einzelnen, weißen Blüten erscheinen seitlich an den Trieben. Sie sind 6 bis 10 Millimeter lang und erreichen Durchmesser von 6 bis 11 Millimeter. Die kugelförmigen Früchte sind weiß bis schmutzig weiß und häufig rot überlaufen. Ihr Durchmesser beträgt 5 bis 8 Millimeter.

## Verbreitung, Systematik und Gefährdung
Rhipsalis micrantha ist in Costa Rica, im Westen Venezuelas, in Kolumbien, Ecuador und im Norden von Peru verbreitet.
Die Erstbeschreibung als Cactus micranthus erfolgte 1823 durch Karl Sigismund Kunth. Augustin-Pyrame de Candolle stellte die Art 1828 in die Gattung Rhipsalis. Ein weiteres nomenklatorisches Synonym ist Hariota micrantha (Kunth) Kuntze (1891).
Es werden folgende Formen unterschieden:
- Rhipsalis micrantha f. micrantha
- Rhipsalis micrantha f. kirbergii (Barthlott) Süpplie
- Rhipsalis micrantha f. rauhiorum (Barthlott) Süpplie

In der Roten Liste gefährdeter Arten der IUCN wird die Art als „Least Concern (LC)“, d. h. als nicht gefährdet geführt.

## Nachweise